# گونسالو ساگی-ولا
گونسالو ساگی-ولا (اسپانیایی: Gonzalo Sagi-Vela‎؛ زادهٔ ۲۵ فوریهٔ ۱۹۵۰) بازیکن بسکتبال اهل اسپانیا بود.
وی در مسابقات کشوری و بین‌المللی در مجموع برندهٔ ۱ مدال نقره شده‌است.